# Việt Nam Quốc dân quân
Việt Nam Quốc dân quân (chữ Hán: 越南國民軍) là tên gọi lực lượng vũ trang tự vệ của Việt Nam Quốc dân Đảng và Mặt trận Quốc dân Đảng Việt Nam, tồn tại từ 1929 đến 1946.
- Quân phục: Chiến sĩ mặc quần áo kaki vàng, đội mũ lưỡi trai, đi giày cao su và tay phải đeo băng nửa đỏ nửa vàng có thêu chữ Việt Nam Cách mạng quân[2].

## Lịch sử
Tiền thân của Việt Nam Quốc dân quân là Việt Nam Cách mạng quân (chữ Hán: 越南革命軍), do Việt Nam Quốc dân Đảng thành lập năm 1929 nhằm chuẩn bị lực lượng cho cuộc Khởi nghĩa Yên Bái - nổ ra ngày 10 tháng 2 năm 1930.
Sau khi sự kiện Khởi nghĩa Yên Bái thất bại, nhiều yếu nhân của Việt Nam Quốc dân Đảng bị chính quyền thực dân Pháp bắt và xử tử, cơ sở tổ chức Đảng cũng tan vỡ, Việt Nam Cách mạng Quân giải tán. Đến thềm Thế chiến II, lực lượng này được tái lập với tên gọi mới là Việt Nam Quốc dân quân, mưu cầu dựa vào chính phủ Trung Hoa Dân quốc nhằm gạt Pháp khỏi Việt Nam, tiến tới xây dựng một nước Việt Nam độc lập, tự chủ. Việt Nam Quốc dân quân sau đó trở thành lực lượng vũ trang chung của Mặt trận Quốc dân Đảng Việt Nam và tồn tại đến năm 1946 thì giải tán do những cuộc trấn áp đẫm máu của phe Việt Minh.

### Khởi nghĩa Yên Bái
Ngày 17 tháng 9 năm 1929, Chủ tịch Đảng Nguyễn Thái Học đã triệu tập Hội nghị Đại biểu toàn quốc Việt Nam Quốc dân Đảng tại Lạc Đạo, Hải Dương, để bàn bạc và thống nhất kế hoạch khởi nghĩa. Tại hội nghị, Việt Nam Quốc dân Đảng bị chia thành phái chủ hoà (Lê Hữu Cảnh) và chủ chiến (Nguyễn Thái Học, Nguyễn Khắc Nhu). Phái chủ chiến chiếm ưu thế trong hội nghị.
Sau đó, Việt Nam Quốc dân Đảng triệu tập Hội nghị Bắc Ninh, thống nhất kế hoạch và phương thức tiến hành khởi nghĩa. Tăng cường vận động binh lính. Các cơ sở chế tạo vũ khí được triển khai và đẩy mạnh. Công tác chuẩn bị sau đó gặp một số sự cố như vụ sơ suất khi chế tạo bom, làm chết 3 đảng viên tại Bắc Ninh.
Trong Hội nghị tiếp theo nhóm họp ở làng Võng La, xã Hạ Bì, Thanh Thủy, tỉnh Phú Thọ ngày 25 tháng 12 năm 1929, Quốc dân Đảng khẳng định rằng cần phải tiến hành một cuộc khởi nghĩa để phản công lại sự đàn áp của Pháp. Phạm Thành Dương phản bội tổ chức tại Hội nghị.
Ngày 26 tháng 1 năm 1930, hội nghị tiếp theo được tổ chức tại làng Mỹ Xá, phủ Nam Sách, tỉnh Hải Dương. Trong phiên họp ấy, đa số các đại biểu đều tán thành kế hoạch "Tổng khởi nghĩa". Cũng trong cuộc họp này, Việt Nam Quốc dân Đảng đã vạch ra kế hoạch tấn công một số đô thị và những yếu điểm quân sự của Pháp, bao gồm: Sơn Tây, Hải Dương, Hải Phòng, Kiến An, Bắc Ninh, Đáp Cầu, Phả Lại, Yên Bái, Hưng Hóa, Lâm Thao, và Hà Nội. Chỉ huy các mặt trận cũng được chỉ định trong phiên họp lịch sử đó.
Trong một cuộc họp bí mật khác, trên núi Yên Tử thuộc tỉnh Quảng Ninh, giữa các lãnh tụ Nguyễn Thái Học, Phó Đức Chính, và Nguyễn Khắc Nhu, ngày giờ phát động cuộc Tổng Khởi Nghĩa được ấn định là ngày 10 tháng 2 năm 1930.

### Mâu thuẫn và tái hợp
Năm 1945, lực lượng quân sự Việt Nam Quốc dân Đảng (Việt Quốc) và Việt Nam Cách mệnh Đồng minh Hội (Việt Cách) dưới sự hỗ trợ của quân đội Trung Hoa trở về Việt Nam. Việt Quốc đã đánh chiếm Lào Cai và cướp chính quyền ở Sa Pa.
Theo tài liệu của tổ chức Việt quốc, trong giai đoạn 1945 - 1946: Tại miền Bắc và Trung Việt, Việt Nam Quốc dân Đảng thành lập các chiến khu:
- Đệ Nhất Chiến Khu gồm các tỉnh Hải Dương, Kiến An, Hải Phòng, Quảng Yên, Hòn Gai và Móng Cáy.
- Đệ Nhị Chiến Khu gồm các tỉnh Bắc Ninh, Bắc Giang, Lạng Sơn, và bộ Tư lệnh tại Đáp Cầu.
- Đệ Tam Chiến Khu là "địa bàn chủ lực" của Việt Nam Quốc dân Đảng, bao gồm một vùng rộng lớn từ Trung du đến Thượng du Bắc Việt và chia thành nhiều chiến khu quan trọng: chiến khu Hà Giang, Vĩnh Yên, Yên Bái, Phú Thọ, Việt Trì, Lào Cai.
- Đệ Tứ Chiến Khu gồm các tỉnh Hưng Yên và Thái Bình.
- Đệ Ngũ Chiến Khu gồm các tỉnh Hà Nam, Nam Định và Ninh Bình. Chiến Khu này, trong đó có Phân Khu Phát Diệm thuộc Giáo Khu Phát Diệm dưới sự lãnh đạo của Bạch Vân, phụ tá bởi Phạm Quốc Trỵ, hoạt động đến cuối năm 1949.
- Đệ Lục Chiến Khu gồm tỉnh Thanh Hóa.
- Đệ Thất Chiến Khu gồm các tỉnh miền Trung: Quảng Bình, Quảng Trị, Thừa Thiên, Đà Nẵng, Quảng Ngãi, Bình Định, Phú Yên, Khánh Hòa, Phan Rang, và Bình Thuận.

Tại mỗi chiến khu, Quốc Dân Quân được tổ chức thành đội ngũ "lên tới cấp sư đoàn vào năm 46". Quốc Dân Quân thời đó cũng kiểm soát các tỉnh dọc biên giới như Cao Bằng, Lạng Sơn, Lai Châu, Móng Cáy, "với sự hậu thuẫn của các sắc dân thiểu số địa phương như Nùng, Tầy, Thái",...
Trong Nam, Nguyễn Hòa Hiệp thành lập Đệ Tam Sư đoàn Dân quân, qui tụ Việt Nam Quốc dân Đảng và một số đảng phái không theo chủ nghĩa cộng sản như Việt Nam Quốc gia Đảng, Huỳnh Long Đảng, Việt Nam Ái Quốc Đoàn, và một nhóm Phật giáo. Nguyễn Hòa Hiệp, cựu sĩ quan cấp tướng của quân đội Trung Hoa Dân Quốc, giữ chức Sư Đoàn Trưởng, "mở các mặt trận chống Pháp" tại miền Đông cho đến Tây Ninh và Gia Định.

### Mặt trận Quốc dân Đảng
Ngày 15 tháng 12 năm 1945, ở phố Jambert, khu Ngũ Xã (Hà Nội), thực hiện nghị quyết Trùng Khánh, Mặt trận Quốc dân Đảng Việt Nam gồm ba đảng công khai với Trương Tử Anh (Đại Việt Quốc dân đảng), làm Chủ tịch, Vũ Hồng Khanh (Việt Nam Quốc dân Đảng) làm Bí thư trưởng và Nguyễn Tường Tam (Đại Việt Dân chính Đảng) làm Tổng Thư ký. Phần chỉ huy tối cao bí mật có: Trương Tử Anh, Nguyễn Tiến Hỷ, Vũ Hồng Khanh, Nghiêm Kế Tổ và Nguyễn Tường Tam.
Tuy nhiên, sự liên hiệp này rất lỏng lẻo. Tháng 7 năm 1946, nhân vụ án phố Ôn Như Hầu (Hà Nội), Việt Minh tấn công lực lượng của Việt Nam Quốc dân Đảng, các lãnh tụ Nguyễn Hải Thần, Nguyễn Tường Tam, Vũ Hồng Khanh phải trốn sang Trung Hoa. Trương Tử Anh mất tích (có giả thuyết cho rằng ông bị bắt cóc và thủ tiêu). Khi Pháp tái chiếm Đông Dương thì lực lượng Quốc dân Đảng đã bị tan rã. Riêng Bồ Xuân Luật thì theo Việt Minh.